# 896 Sphinx
896 Sphinx је астероид главног астероидног појаса са пречником од приближно 13,07 .
Афел астероида је на удаљености од 2,659 астрономских јединица (АЈ) од Сунца, а перихел на 1,910 АЈ. 
Ексцентрицитет орбите износи 0,163, инклинација (нагиб) орбите у односу на раван еклиптике 8,189 степени, а орбитални период износи 1261,647 дана (3,454 године). 
Апсолутна магнитуда астероида је 11,80 а геометријски албедо 0,197.
Астероид је откривен 1. августа 1918. године.